# 600. Infanterie-Division (Wehrmacht)
Die 600. Infanterie-Division war eine deutsche Infanteriedivision im Zweiten Weltkrieg.

## Geschichte
Ab dem 1. Dezember 1944 wurde durch den General der Freiwilligen-Verbände im OKH auf dem Truppenübungsplatz Münsingen für den Wehrkreis V die 1. Division der Russischen Befreiungsarmee (ROA) des Generals Wlassow als 600. (russ.) Infanterie-Division aufgestellt. Sie stand unter dem Kommando von General Sergei Bunjatschenko. Ihr Kern bestand aus Resten der Kaminski-Brigade und russischen und ukrainischen Einheiten des Heeres und der Waffen-SS. Als 2. Division der ROA wurde ab März 1945 die 650. Infanterie-Division aufgestellt. Die Aufstellung sollte bis Ende Februar 1945 abgeschlossen sein.
Die 600. Infanterie-Division erreichte nach Verlassen des Truppenübungsplatzes Münsingen im März 1945 den Raum Cottbus und fungierte während der Schlacht an der Oder im Hinterland an der Naht zwischen 9. Armee und 4. Panzerarmee als Reserve. Ab April 1945 unterstand die Division der 9. Armee. Später ging die Division bei Berlin unter. Ein Großteil der russischen, ehemaligen Divisionsangehörigen wurden in sowjetische Kriegsgefangenschaft überstellt und z. T. in Russland hingerichtet, wie z. B. der ehemalige Divisionskommandeur Bunjatschenko.
In der Feldpostübersicht tauchen nur die ersten Bataillone auf, sodass davon ausgegangen werden kann, dass keine zweiten Bataillone für die Grenadier-Regimenter aufgestellt werden konnten. Ebenso wird für das Artillerie-Regiment nur die I. und IV. Abteilung verzeichnet.

## Gliederung
- Grenadier-Regiment 1601
- Grenadier-Regiment 1602 aus der Kaminski-Brigade gebildet
- Grenadier-Regiment 1603
- Artillerie-Regiment 1600
- Divisionseinheiten 1600